# Hapleginella laevifrons
Hapleginella laevifrons är en tvåvingeart som först beskrevs av Friedrich Hermann Loew 1858.  Hapleginella laevifrons ingår i släktet Hapleginella och familjen fritflugor. Arten är reproducerande i Sverige. Inga underarter finns listade i Catalogue of Life.